# Ненсі Дрю
Ненсі Дрю (англ. Nancy Drew) — вигадана дівчина-детектив, відома у багатьох країнах, популярний літературний і кіноперсонаж. Найвідомішою авторкою книг про неї стала Мілдред Вірт Бенсон. Книги стали випускатися в США в 1930-х роках, і дуже скоро Ненсі Дрю стала відомою далеко за межами батьківщини. Відтоді вийшло понад 350 книжок про її пригоди. Книги про Ненсі Дрю були перекладені більш ніж 30 мовами, у тому числі українською. 
За книгами знято безліч фільмів і досі продається популярна серія ігор-квестів виробництва HeR Interactive. В Україні деякі ігри були видані російською від компанії «Одісей» з локализацією від компанії «Булат» на замовлення від російської компанії «Новий Диск». Серія про Ненсі Дрю пов'язана з серією «Брати Гарді», яку написали ті ж автори, але під іншим псевдонімом Франклін У. Діксон.

## Персонажі
Ненсі Дрюголовна героїня, рудоволоса 18-річна дівчина з міста Рівер-Гайтс. З фільму про Ненсі Дрю з Еммою Робертс у головній ролі, видно, що Ненсі є прихильницею здорового харчування і спорту. Обожнює загадки і таємниці. Має добре розвинену інтуїцію і видатні аналітичні здібності.
Карсон Дрюбатько Ненсі, адвокат.
Нед Нікерсонхлопець Ненсі. Іноді допомагає їй у розкритті злочинів.
Ханна Груіндомашня робітниця, близька подруга сім'ї.
Бесс Марвіннайкраща подруга Ненсі, блакитноока дівчина повної комплекції зі світлим волоссям. Постійно припиняє і знову починає сидіти на дієті. Вперше з'являється в книзі # 5.
Джорджі «Джесс» Фейндвоюрідна сестра Бесс і подруга Ненсі. Струнка, смуглява і кароока брюнетка. Любить спорт. У багатьох книгах виступала як дівчина, обізнана в механіці.
Елоїза Дрютітка Ненсі. Працює бібліотекаркою в школі «Пасив дель Мар», штат Флорида, США.
Джо Гардідруг Неда і Ненсі. Брат Френка. Любить відпочивати.
Френк Гардідруг Ненсі і Неда. Брат Джо. Любить вечірки.
Тогособака Ненсі.
Геленподруга Ненсі, найбільш часто з'являється в перших книгах.
Санні Джунзагадковий персонаж, який раз у раз з'являється на місці злочину до Ненсі.

## Книги
Серія почалася в 1930 році з книги «Таємниця старого годинника» і завершилася в 2003.

## Ігри
У 1998 році почалися випускатися серії ігор про юного детектива Ненсі Дрю виробництво яких продовжується і до цього дня. Деякі ігри є компіляцією кількох книг.
| #  | Рік випуску | Назва                             | Оригінальна назва              | Примітки                                                     |
| -- | ----------- | --------------------------------- | ------------------------------ | ------------------------------------------------------------ |
| 1  | 1998        | Секрети можуть вбивати            | Secrets Can Kill               | Перевипуск у 2010 році «Секрети можуть вбивати. ПЕРЕВИДАННЯ» |
| 2  | 1999        | Небезпека у прямому ефірі         | Stay Tuned for Danger          | Повторний випуск у 2016 році                                 |
| 3  | 2000        | Примарний готель                  | Message in a Haunted Mansion   |                                                              |
| 4  | 2001        | Скарб королівської вежі           | Treasure in the Royal Tower    |                                                              |
| 5  | 2001        | Фінальна сцена                    | The Final Scene                |                                                              |
| 6  | 2002        | Секрет червоної руки              | Secret of the Scarlet Hand     |                                                              |
| 7  | 2002        | Пси-примари Місячного озера       | Ghost Dogs of Moon Lake        |                                                              |
| 8  | 2003        | Привидна карусель                 | The Haunted Carousel           |                                                              |
| 9  | 2003        | Небезпека на острові Обман        | Danger on Deception Island     |                                                              |
| 10 | 2004        | Секрет Тіньового ранчо            | The Secret of Shadow Ranch     |                                                              |
| 11 | 2004        | Прокляття маєтку Блекмур          | Curse of Blackmoor Manor       |                                                              |
| 12 | 2005        | Таємниця старого годинника        | Secret of the Old Clock        |                                                              |
| 13 | 2005        | Останній поїзд у Місячне ущелення | Last Train to Blue Moon Canyon |                                                              |
| 14 | 2006        | Небезпека від дизайну             | Danger by Design               |                                                              |
| 15 | 2006        | Чудовисько печери Капу            | The Creature of Kapu Cave      |                                                              |
| 16 | 2007        | Білий вовк Крижаної ущелини       | The Creature of Kapu Cave      |                                                              |
| 17 | 2007        | Легенда кришталевого черепа       | Legend of the Crystal Skull    |                                                              |
| 18 | 2008        | Привид Венеції                    | The Phantom of Venice          |                                                              |
| 19 | 2008        | Привид замку Маллой               | The Haunting of Castle Malloy  |                                                              |
| 20 | 2009        | Скарб семи кораблів               | Ransom of the Seven Ships      |                                                              |
| Д1 | 2009        | Світло, камера, прокляття!        | Lights, Camera, Curses!        | Перша гра серії «Досьє» в стилі «Пошук предметів»            |
| 21 | 2009        | Загрози в Академії Вейверлі       | Warnings at Waverly Academy    |                                                              |
| —  | 2010        | Теневое ранчо                     | Shadow Ranch                   | Мобільна гра в стилі «інтерактивна книга»                    |
| 22 | 2010        | По сліду Торнадо                  | Trail of the Twister           |                                                              |
| Д2 | 2010        | Вдаючись до небезпеки!            | Resorting to Danger!           | Друга гра серії «Досьє» в стилі "Пошук предметів"            |
| 23 | 2010        | Тінь біля кромки води             | Shadow at the Water's Edge     |                                                              |
| 24 | 2011        | Полонене прокляття                | The Captive Curse              |                                                              |
| 25 | 2011        | Згоріле алібі                     | Alibi in Ashes                 |                                                              |
| 26 | 2012        | Усипальниця зниклої цариці        | Tomb of the Lost Queen         |                                                              |
| Д3 | 2012        | Корабель-примара                  | Ship of Shadows                | Третя гра серії «Досьє» в стилі "Пошук предметів"            |
| 27 | 2013        | Смертоносний пристрій             | The Deadly Device              |                                                              |
| 28 | 2013        | Привид садиби Торнтон             | Ghost of Thornton Hall         |                                                              |
| 29 | 2013        | Мовчазний шпигун                  | The Silent Spy                 |                                                              |
| 30 | 2014        | Розколотий медальйон              | The Shattered Medallion        |                                                              |
| 31 | 2014        | Лабіринт обману                   | Labyrinth of Lies              |                                                              |
| 32 | 2015        | Море темряви                      | Sea of Darkness                |                                                              |
| —  | 2015        | Коди та підказки                  | Codes & Clues                  | Мобільна гра для дітей дошкільного віку                      |
| 33 | 2019        | Північ у Сейлемі                  | Midnight in Salem              |                                                              |
| 34 | TBA         | Таємниця семи ключів              | Mystery of the Seven Keys      |                                                              |